# Francesca Eastwood
Francesca  Ruth Fisher-Eastwood (Redding, 7 agosto 1993) è un'attrice, personaggio televisivo e socialite statunitense.

## Biografia
Figlia di Clint Eastwood e Frances Fisher, ha quattro sorelle, Kimber Tunis, Alison Eastwood, Kathryn Reeves e Morgan Eastwood; e due fratelli, Kyle e Scott Eastwood. 
È diventata nota partecipando, nel 2012, al reality show Mrs. Eastwood & Company. Dopo aver avuto parti minori in alcuni film prodotti dal padre, dal 2015 inizia ad ottenere ruoli più importanti, figurando come co-protagonista in due film per la televisione e nei film indipendenti Forgotten e Kids vs Monsters. Nel 2013 è stata miss Golden Globe.

## Vita privata
Nel novembre del 2013 si è sposata con Jordan Feldstein, fratello di Jonah Hill, annunciando tuttavia la separazione una settimana più tardi. 

## Filmografia

### Cinema
- Nel Texas cadevano le stelle (The Stars Fell on Henrietta), regia di James Keach (1995)
- Fino a prova contraria (True Crime), regia di Clint Eastwood (1999)
- Jersey Boys, regia di Clint Eastwood (2014)
- Final Girl, regia di Tyler Shields (2015)
- Kids vs Monsters, regia di Sultan Saeed Al Darmaki (2015)
- Forgotten, regia di Joel Soisson (2015)
- Cardinal X, regia di Angie Wang (2015)
- Dispersa, coprotagonista con Kiersten Warren (2015)
- Outlaws and Angels, regia di JT Mollner (2016)
- The Vault, regia di Dan Bush (2017)
- M.F.A., regia di Netalia Leite (2017)
- Wake Up - Il risveglio (Wake Up), regia di Aleksandr Chernyaev (2019)
- Old, regia di M. Night Shyamalan (2021)
- Giurato numero 2 (Juror #2), regia di Clint Eastwood (2024)

### Televisione
- Mrs. Eastwood & Company – reality show (2012)
- Oh, You Pretty Things! – webserie (2014)
- Perception – serie TV, episodio 3x07 (2014)
- Mother of All Lies – film TV, regia di Monika Mitchell (2015)
- Wuthering High School – film TV, regia di Anthony DiBlasi (2015)
- Heroes Reborn – serie TV (2015)
- Twin Peaks – serie TV, 1 episodio (2017)

## Doppiatrici italiane
Nelle versioni in italiano delle opere in cui ha recitato, Francesca Eastwood è stata doppiata da:
- Silvia Avallone in Perception
- Valentina Perrella in The Vault
- Stella Gasparri in Wake Up - Il risveglio
- Gea Riva in Giurato numero 2